# Väntkur

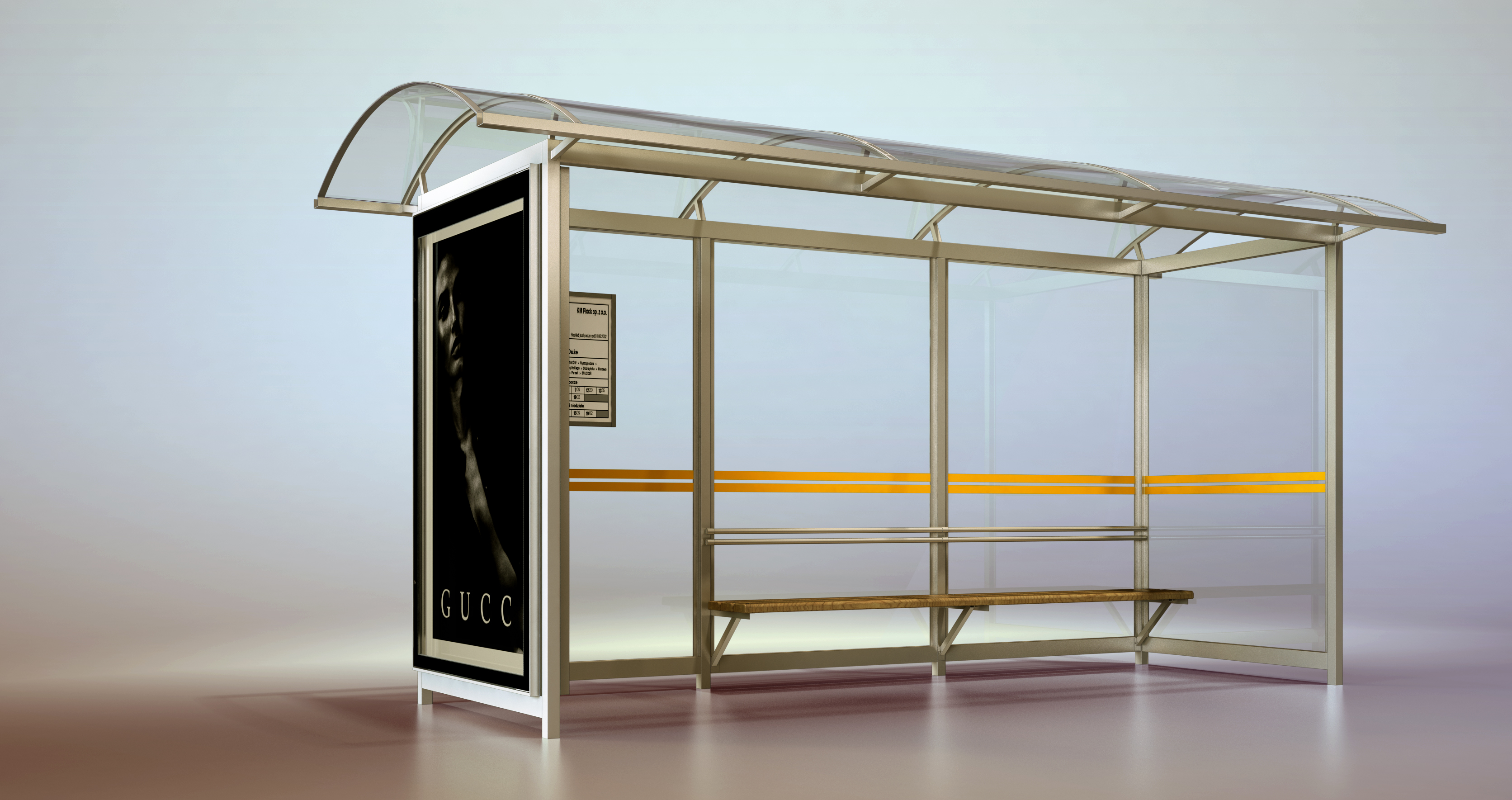
Ett exempel på väntkur med en reklamaffisch på ena kortsidan.

Väntkur – även hållplatsskydd, väderskydd, busskur – är en kur, det vill säga ett skjul, som fungerar som ett väntrum. Särskilt förr kunde den även kallas väntkiosk.
Väntkurer kan finnas vid en hållplats eller angöringsplats, vars syfte är att skydda väntande resenärer från vind, nederbörd och solljus. Byggnaden är ofta mycket liten och har som regel endast tak, väggar och dörröppning, men ingen dörr eller uppvärmning. Förr byggdes de vanligen av trä, men är som regel utförda av plåt, plexiglas och/eller glas, ibland betong.
Väntkuren kan vara försedd med sittbänkar och skyltar som anger vilka linjer som trafikerar hållplatsen samt tidtabeller och kartor. Vissa kurer bär reklamaffischer.
Väntkurer förekommer främst på högt trafikerade hållplatser, eller på hållplatser och angöringsplatser som är extra utsatta för hårt väder, till exempel vid kusterna.

## Bilder

### Afrika

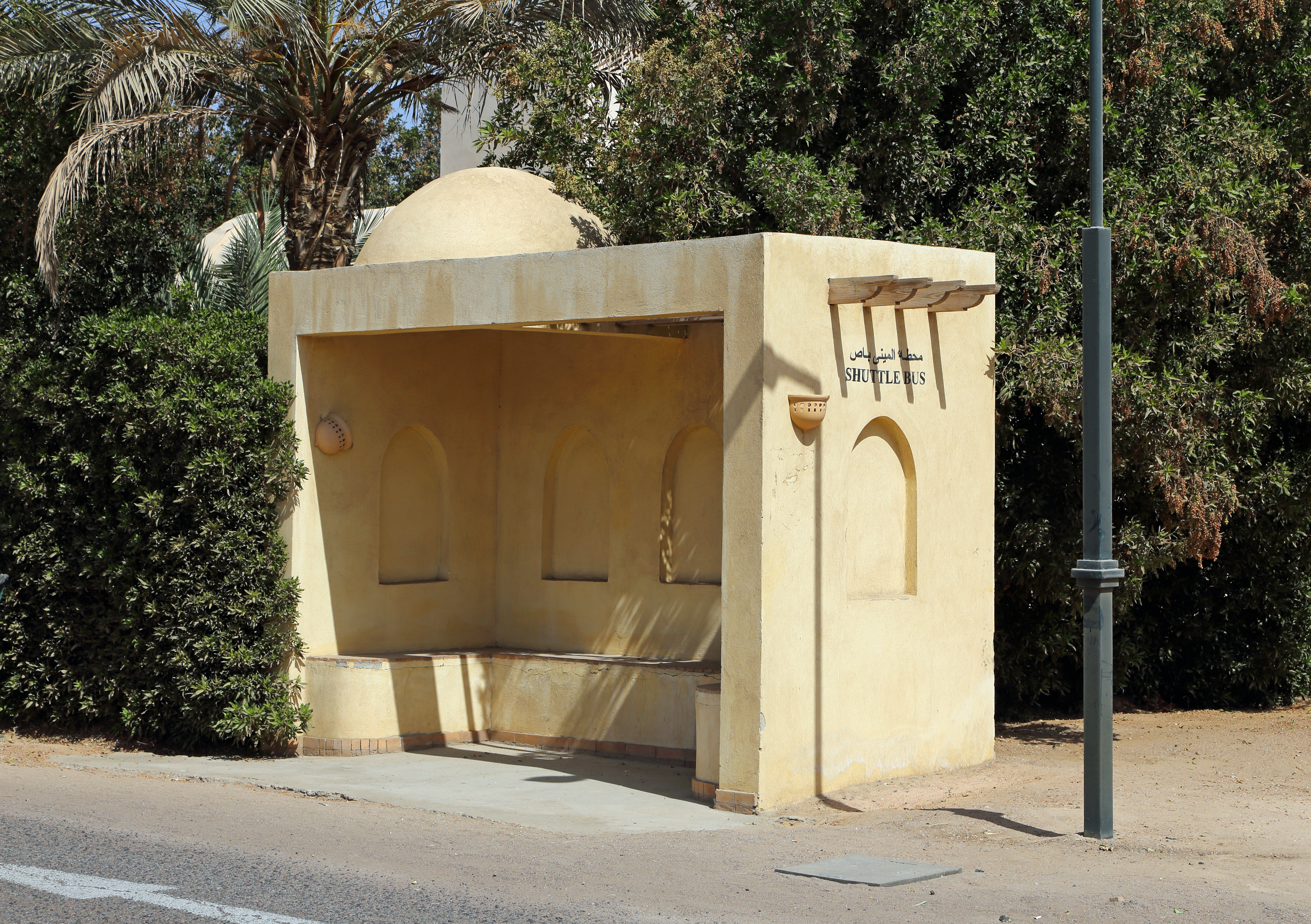
En busskur i Egypten.

### Asien

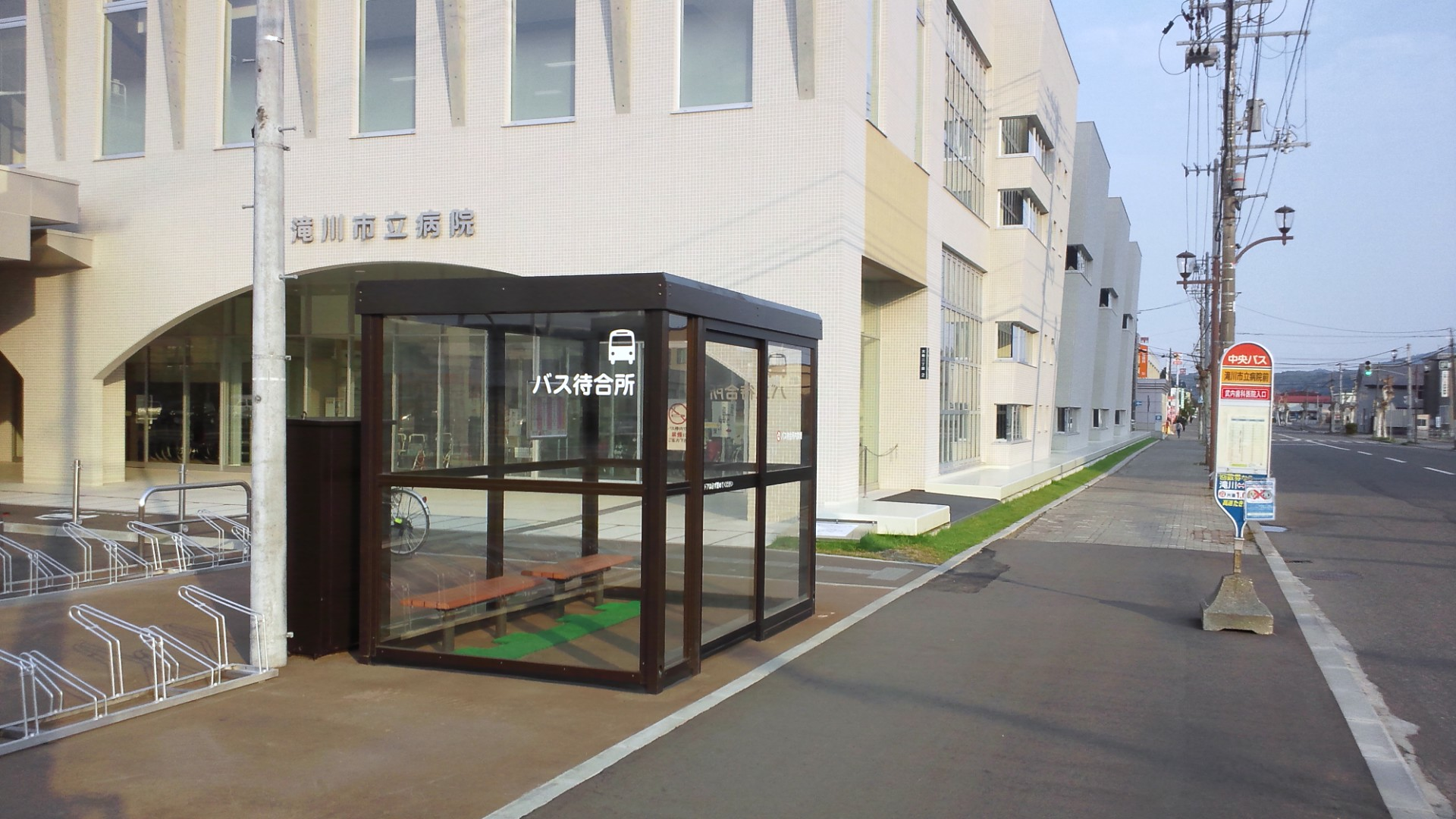
En busskur med dörr i Japan.
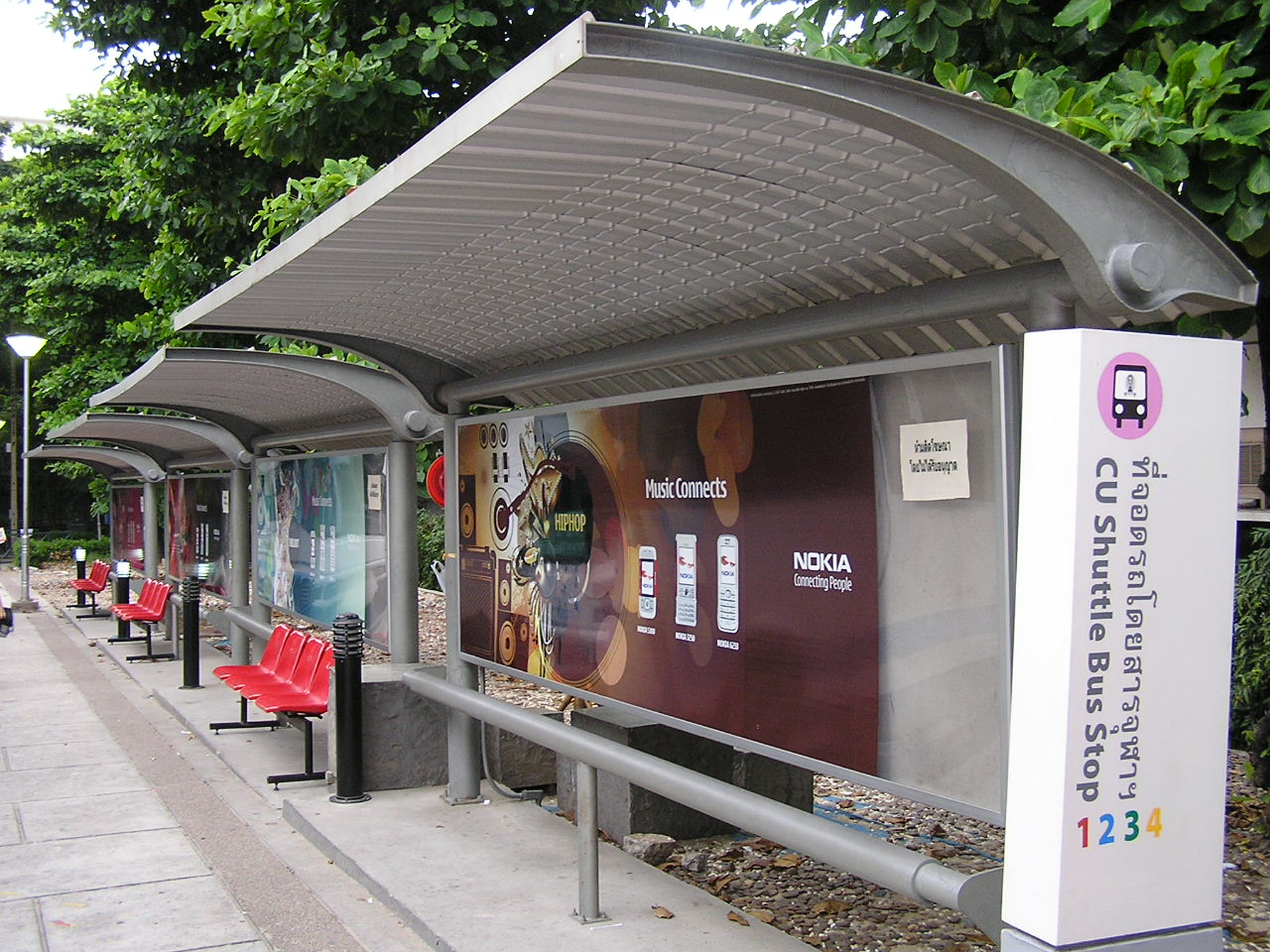
Väderskydd i Thailand.
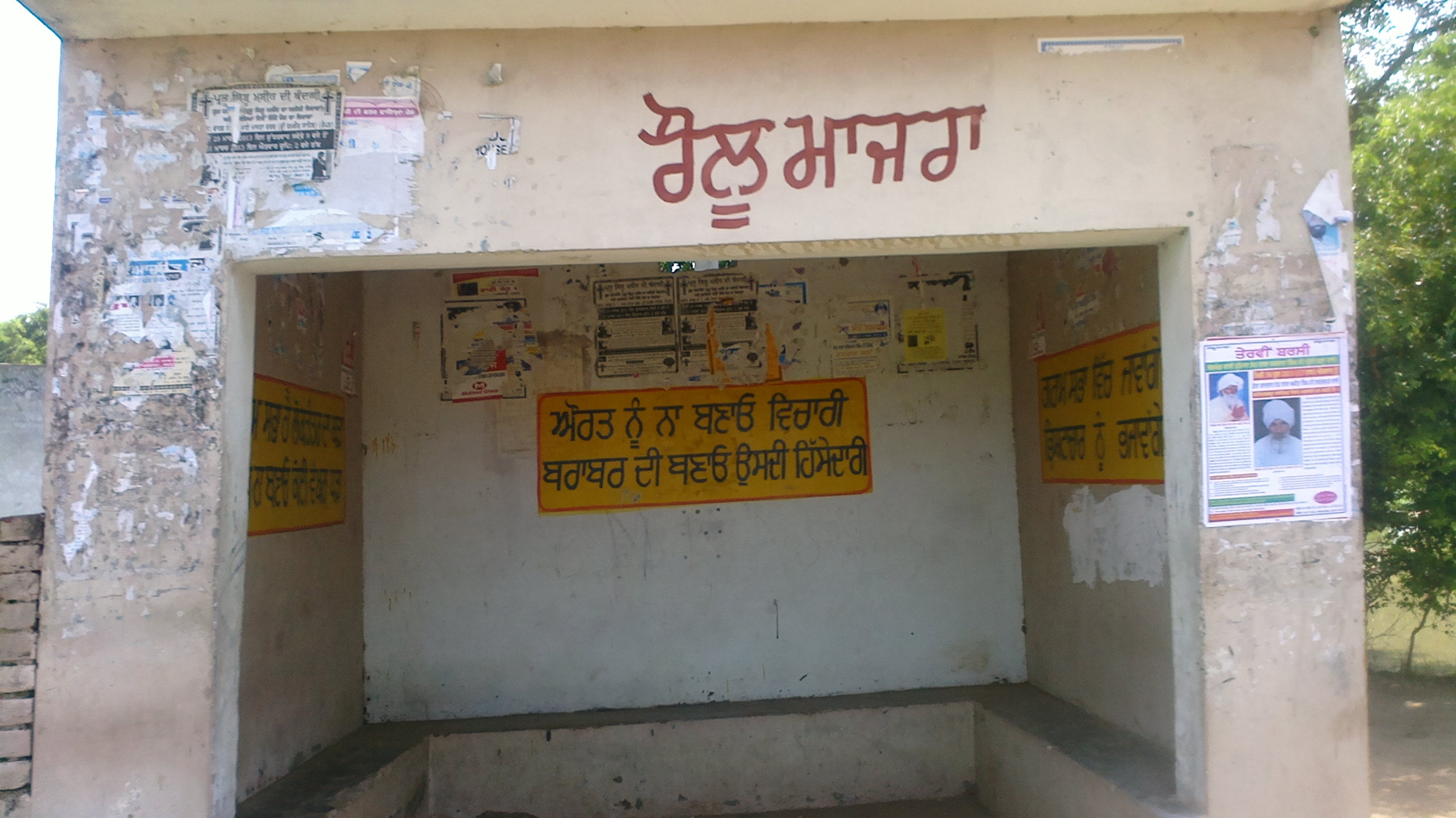
En busskur i Indien.
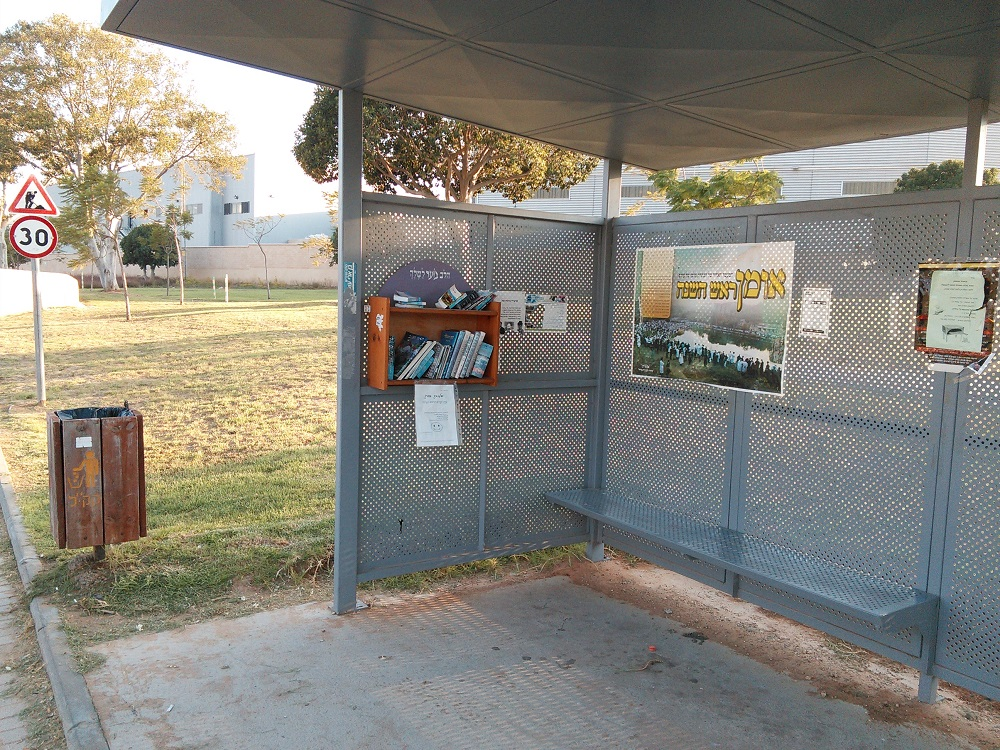
En busskur av stål i Israel.

### Australien och Oceanien

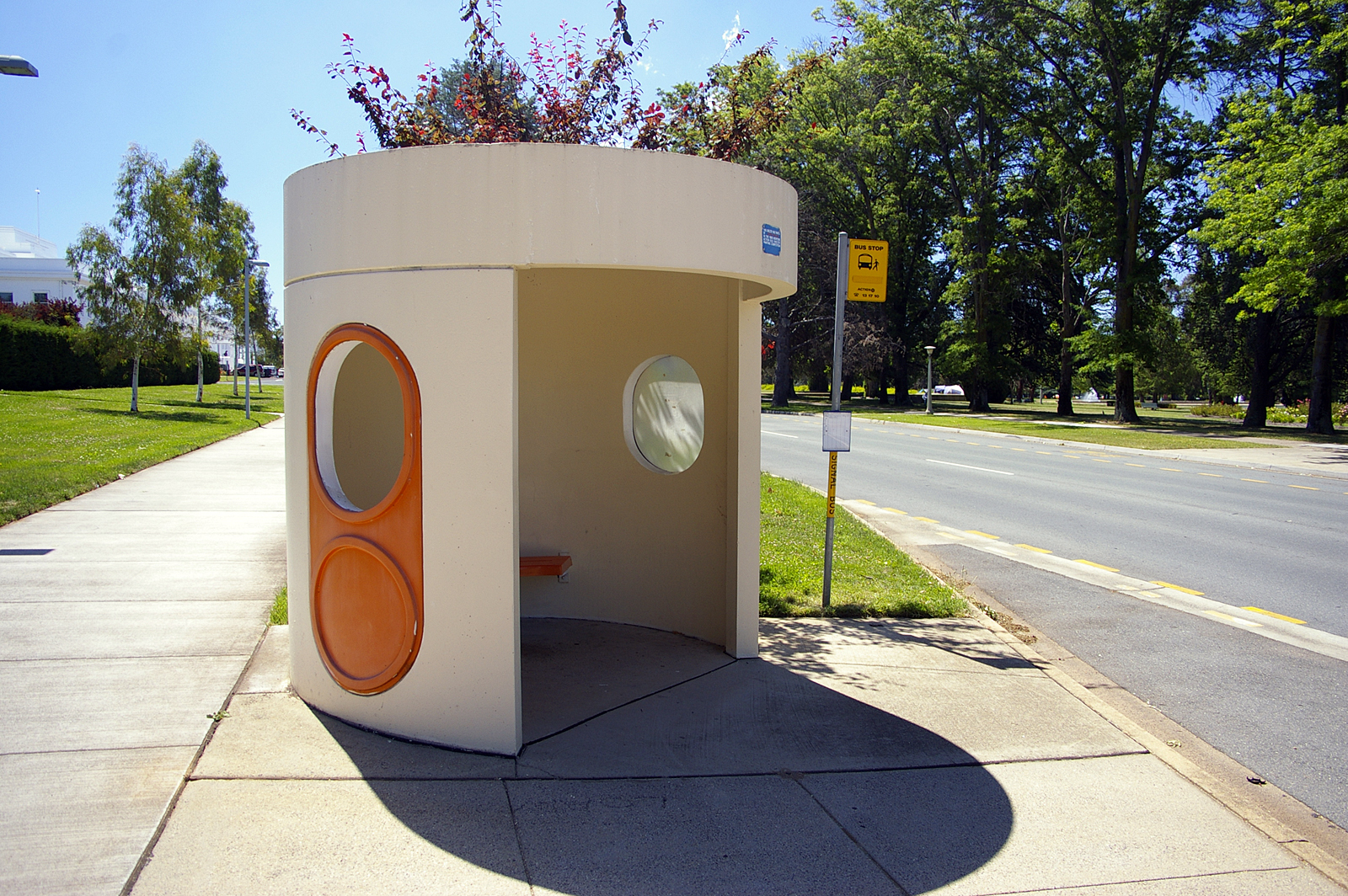
En busskur i Australien.
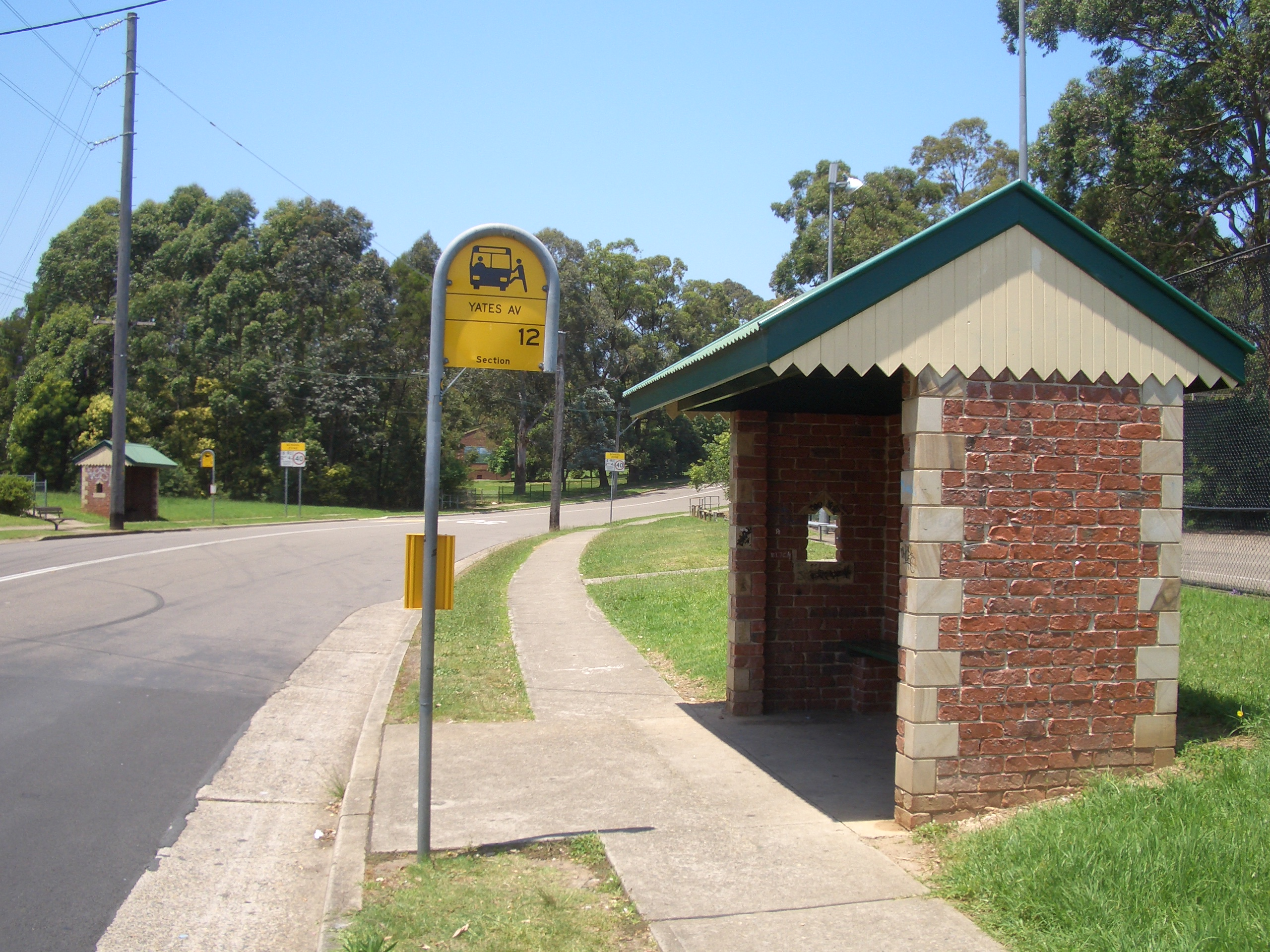
En murad busskur i Australien.

### Europa

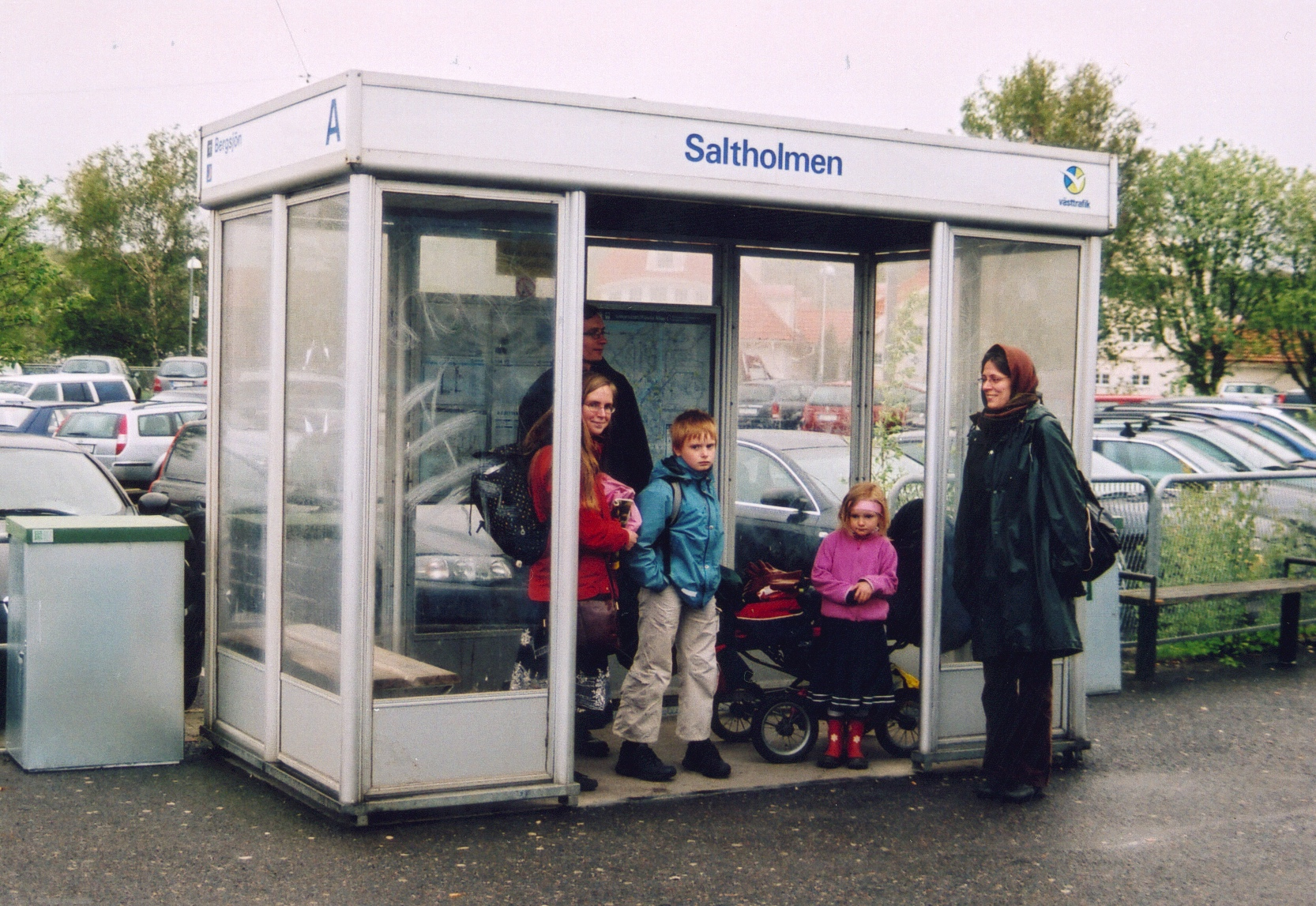
En väntkur av metall och plexiglas vid Saltholmens Spårvagnshållplats i Göteborg.
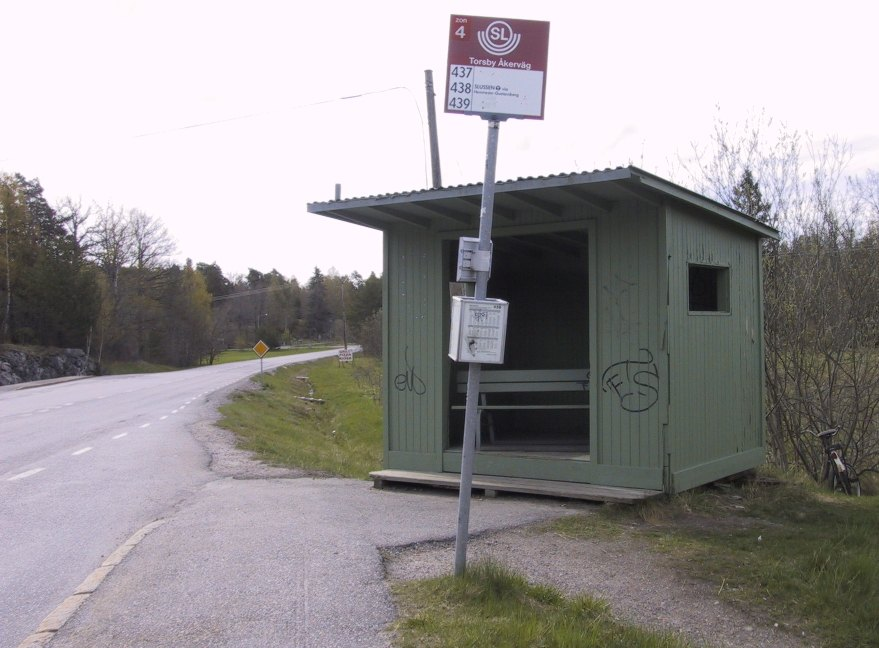
Äldre väntkur av trä vid busshållplats i Värmdö kommun.
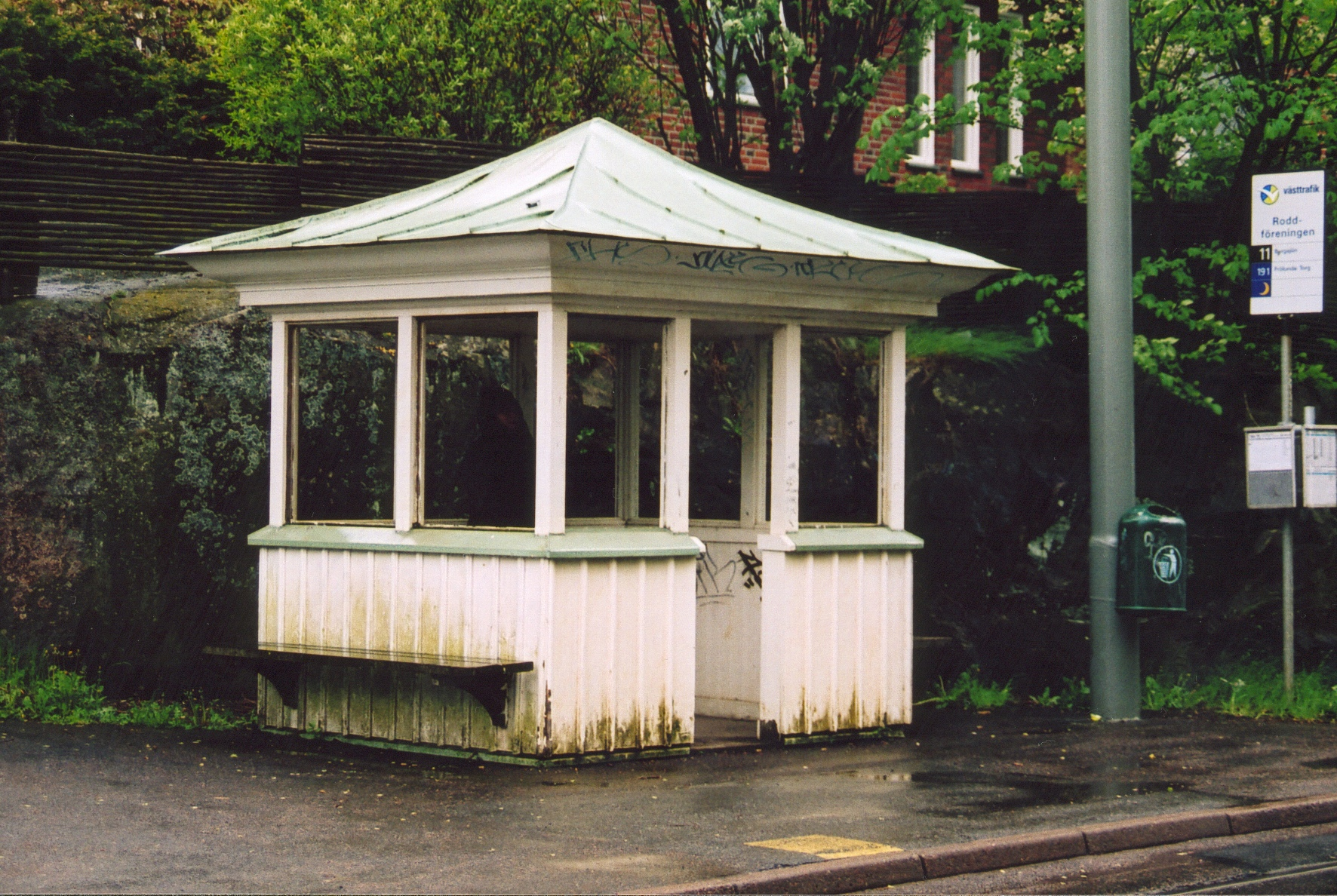
Väntkur av trä vid Roddföreningens spårvagnshållplats på Långedragslinjen i Göteborg.
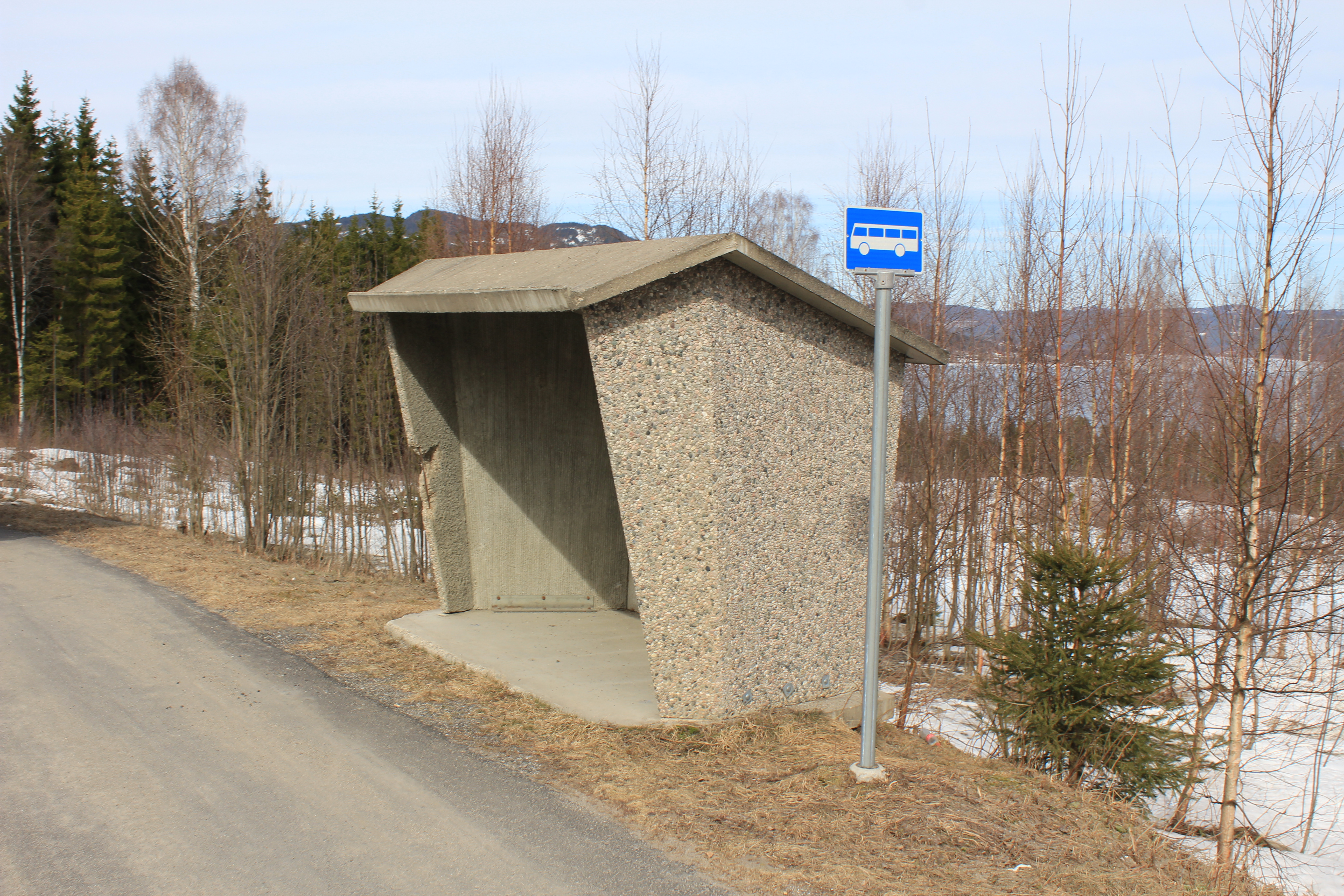
En busskur av betong och sten i Norge.
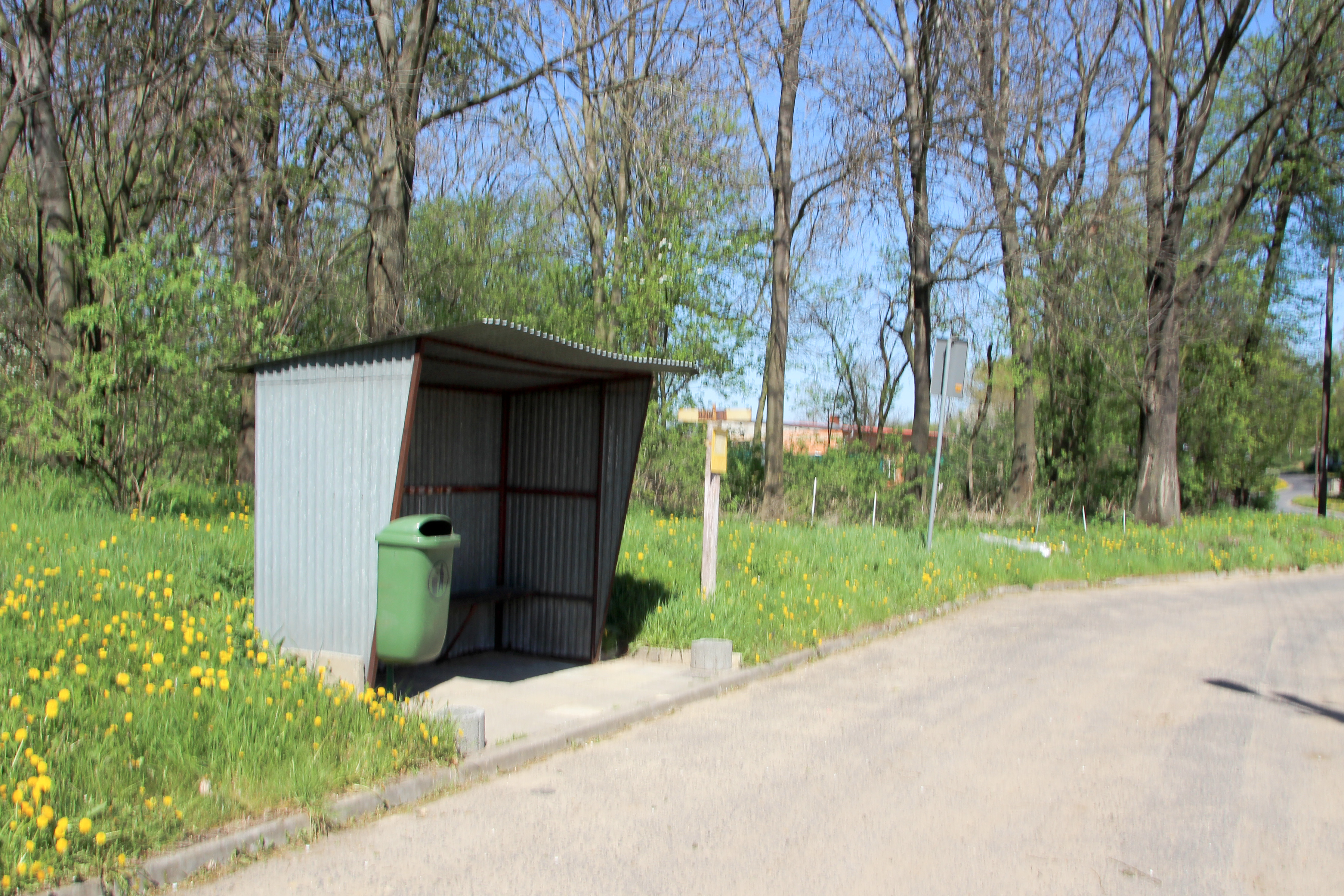
En busskur av plåt i Polen.
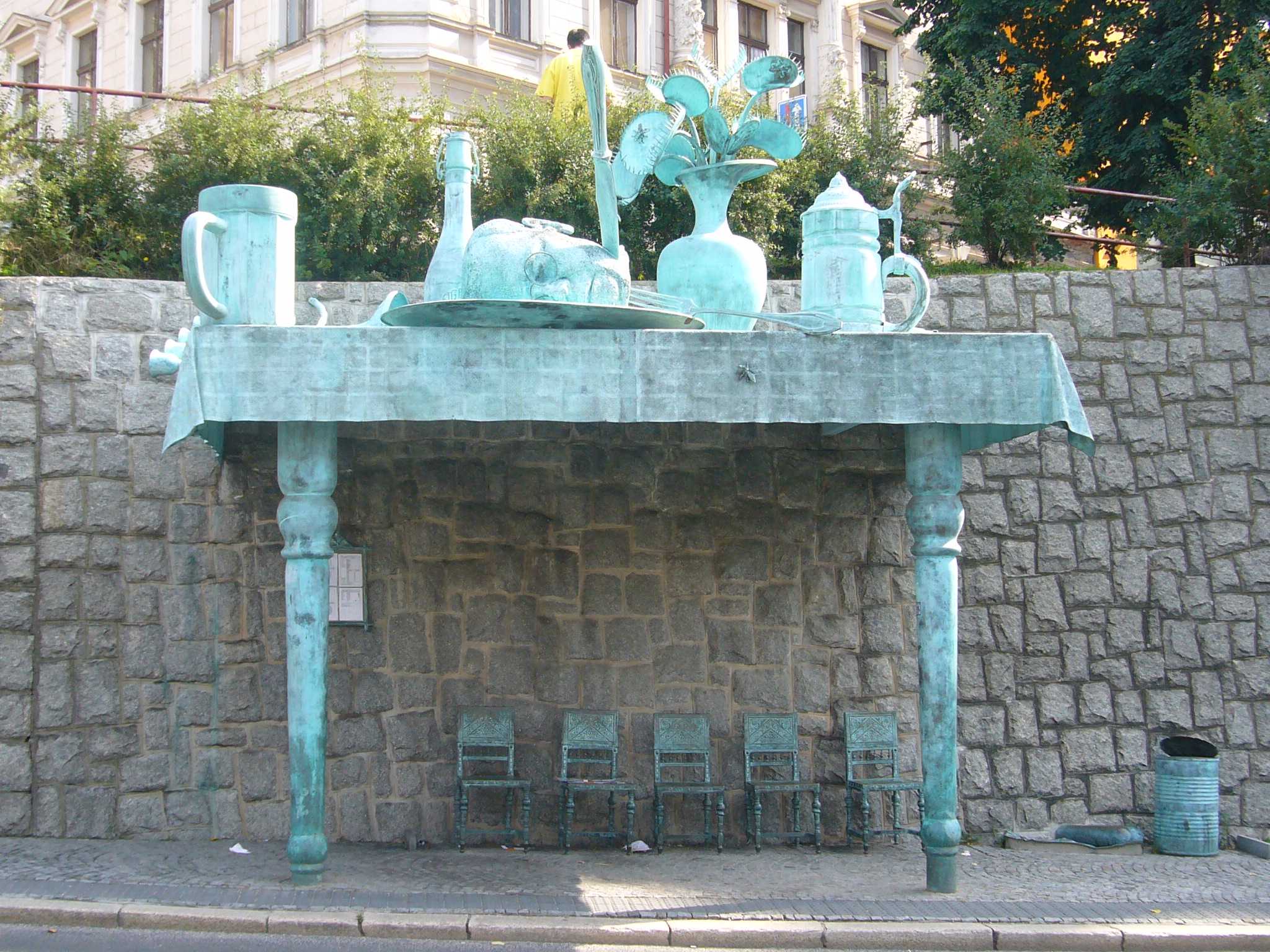
Ett väderskydd i Tjeckien.
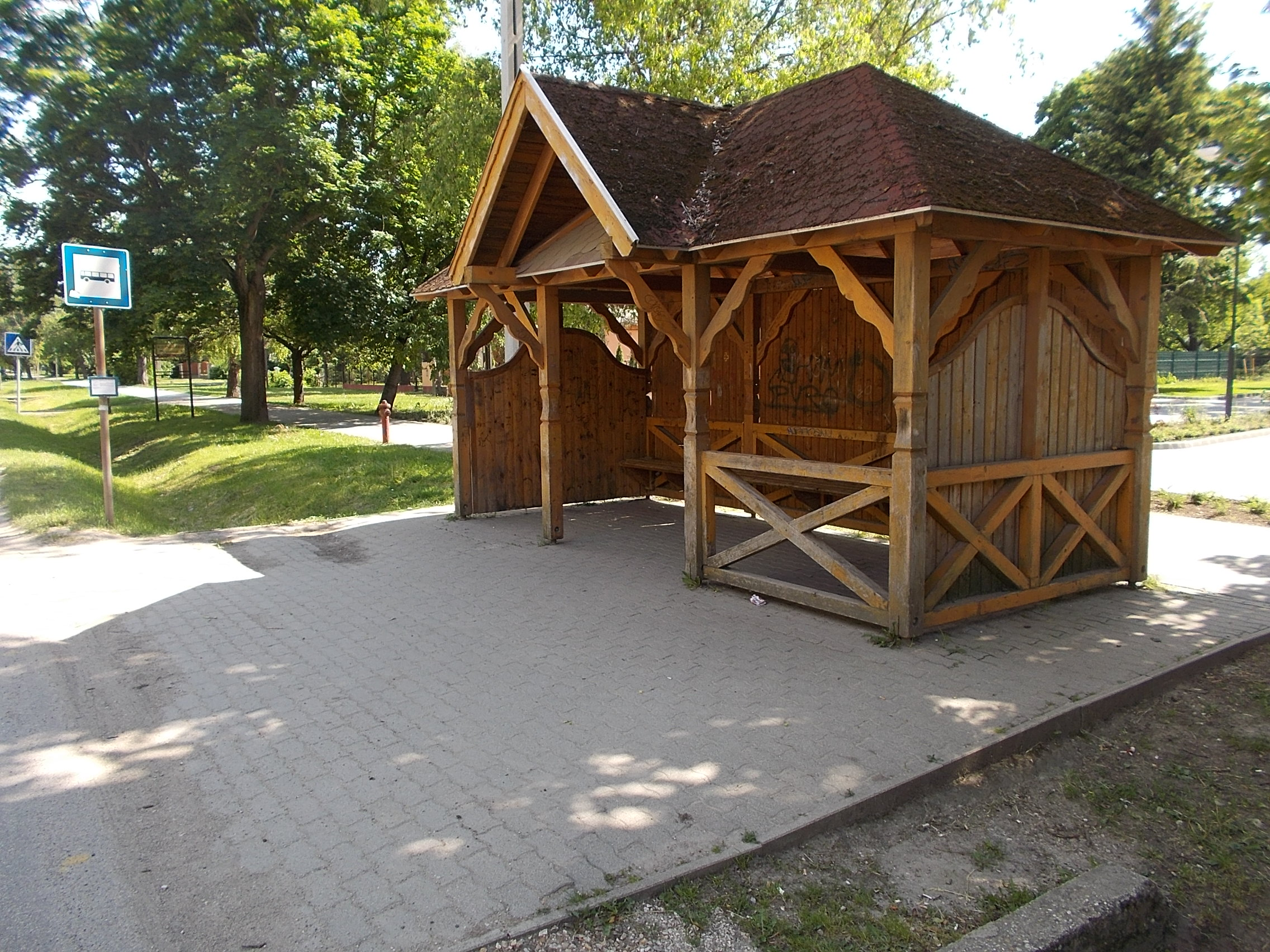
En väntkur av trä i Ungern.
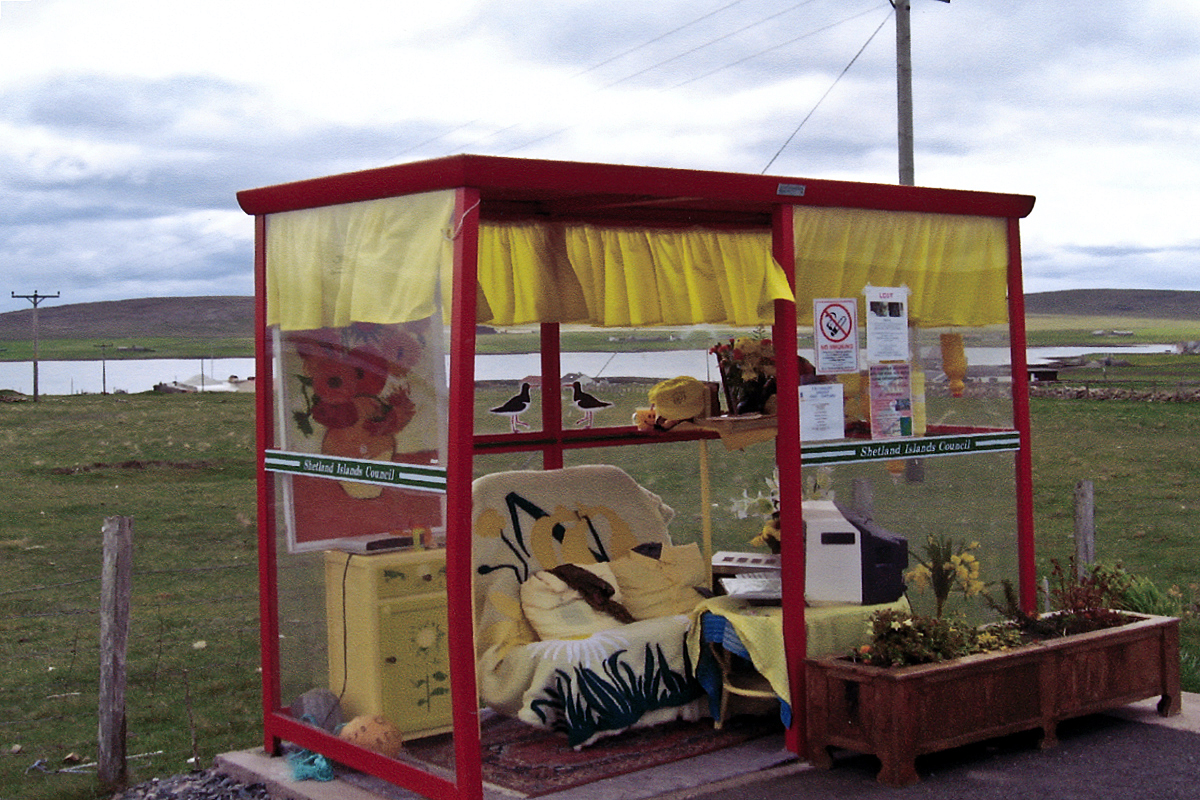
En inredd busskur på Shetlandsöarna i Storbritannien.
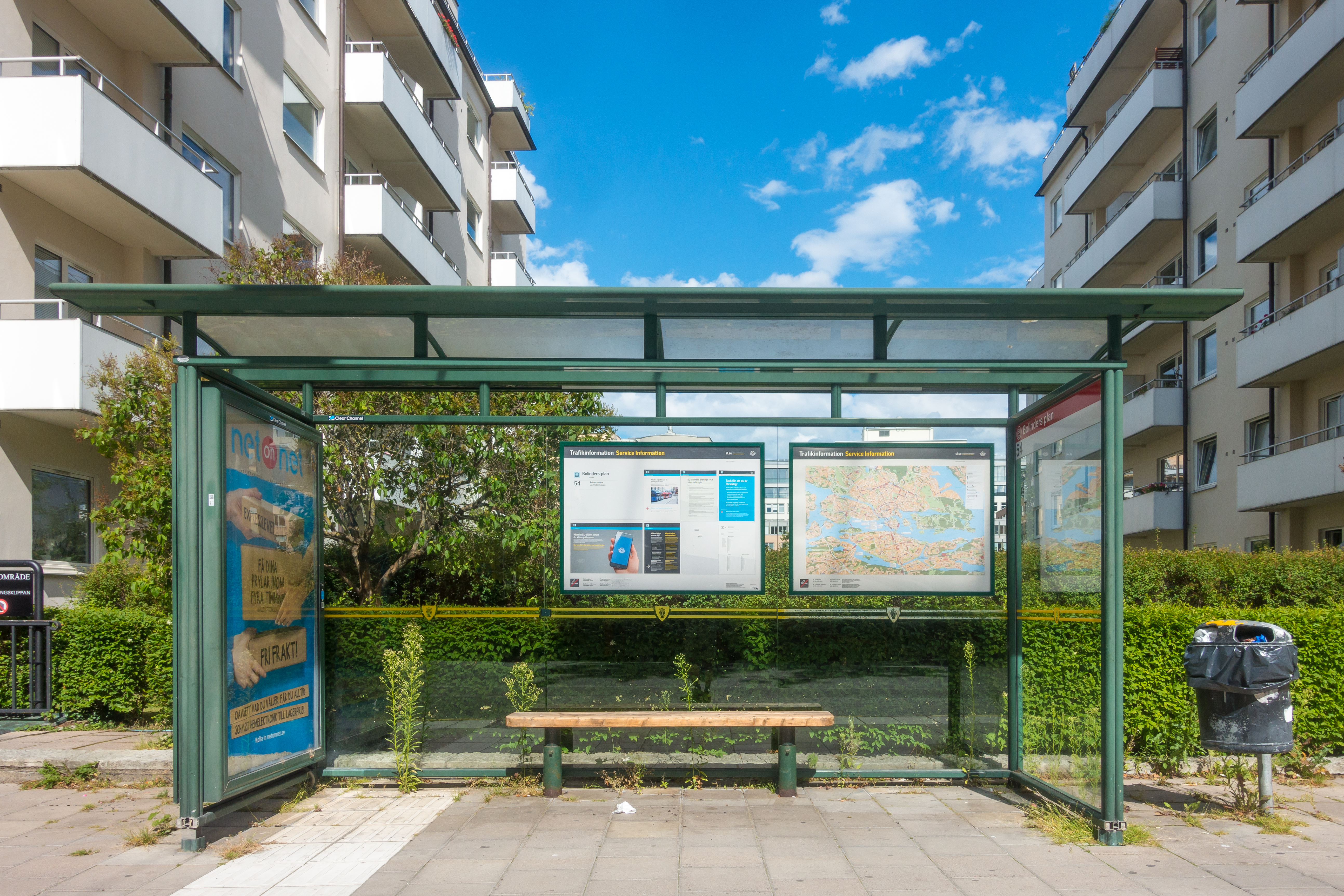
Busskur på Kungsholmsgatan på Kungsholmen i Stockholm i juli 2020.
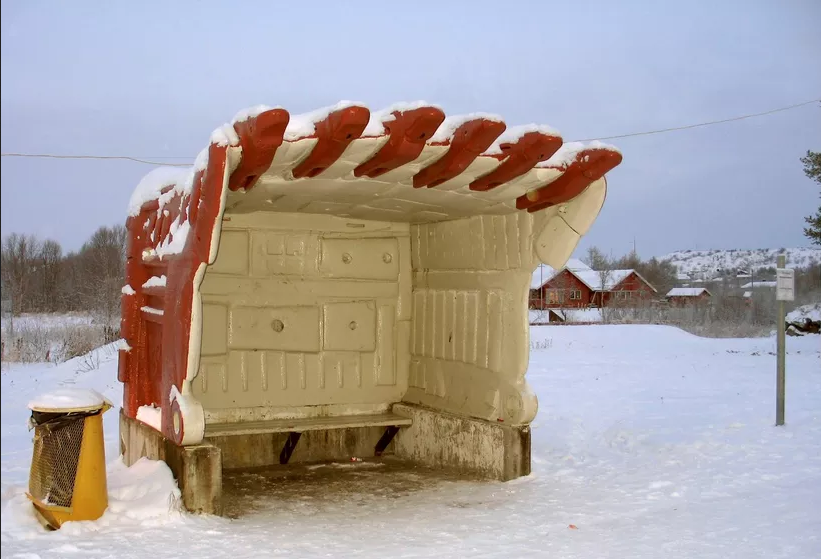
Grabben, en kulturminnesmärkt busskur i Bjørnevatn i Sør-Varangers kommun i Finnmark fylke i Norge.
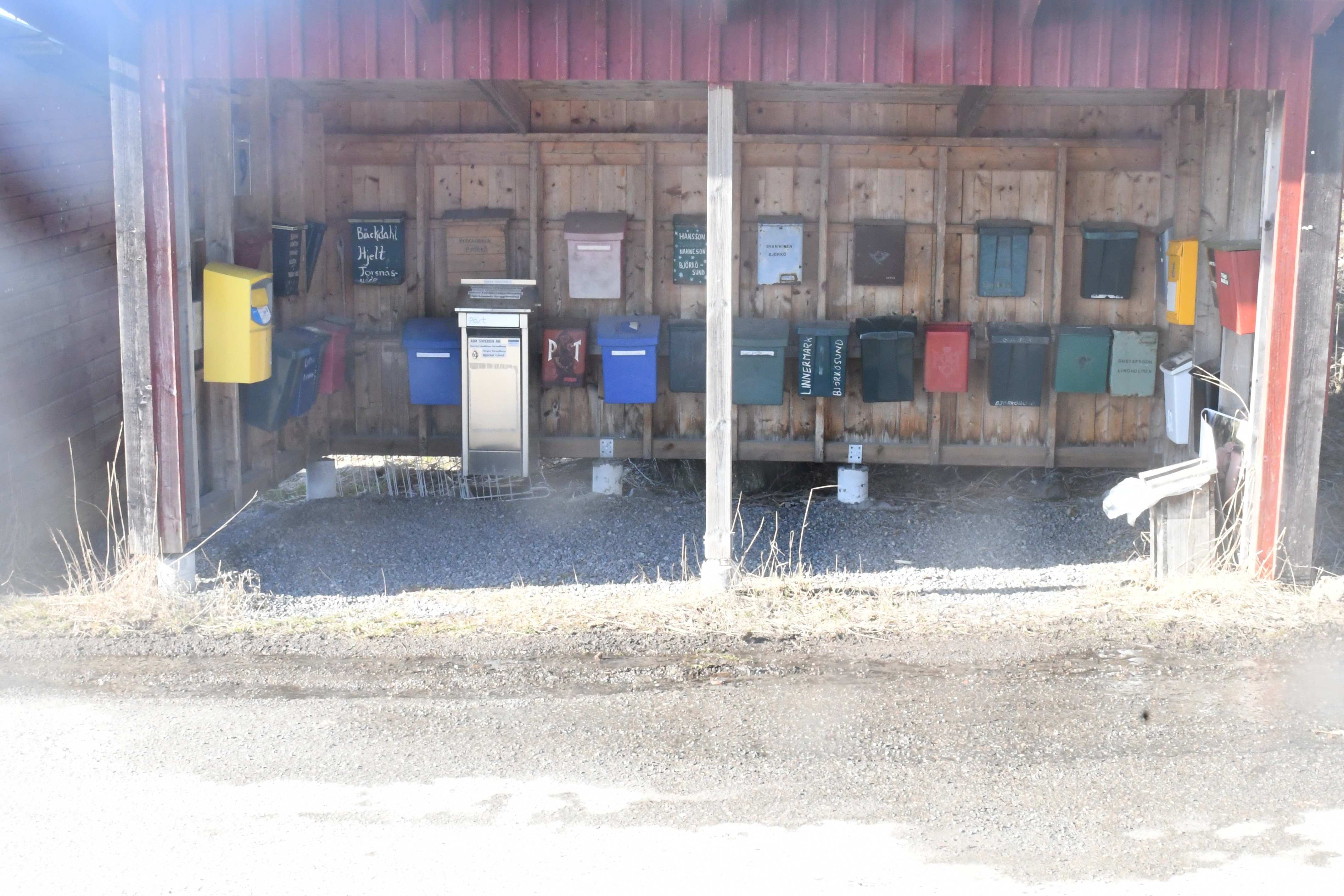
Väntkur med brevlådor vid Lättingebryggan på Ornö i Stockholms skärgård.

### Nordamerika

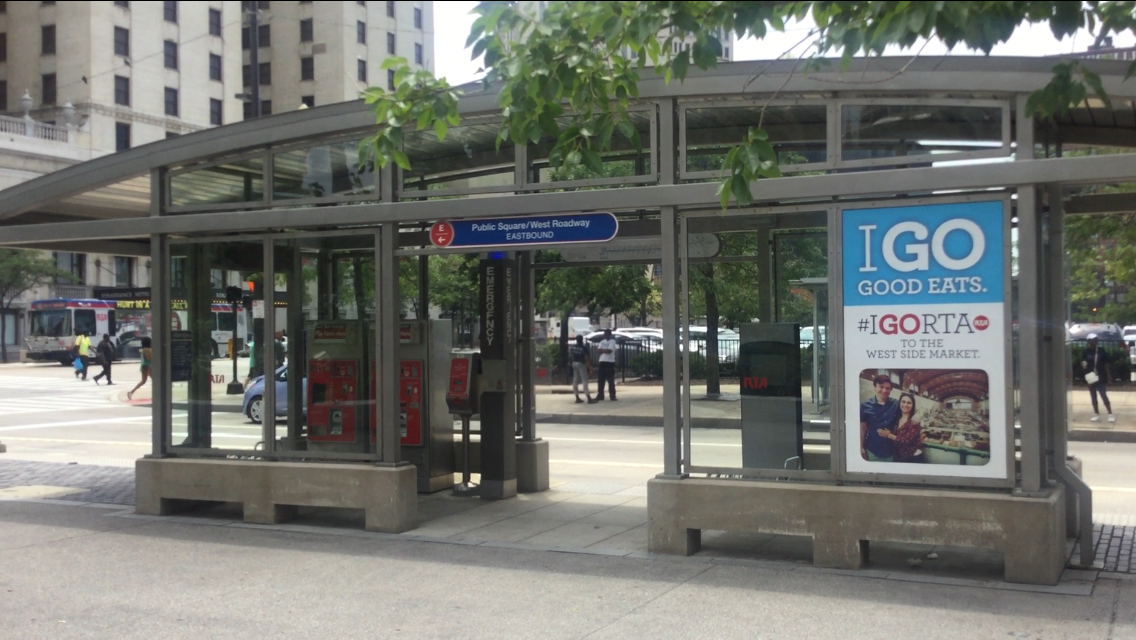
En väntkur i delstaten Ohio i USA.

### Sydamerika

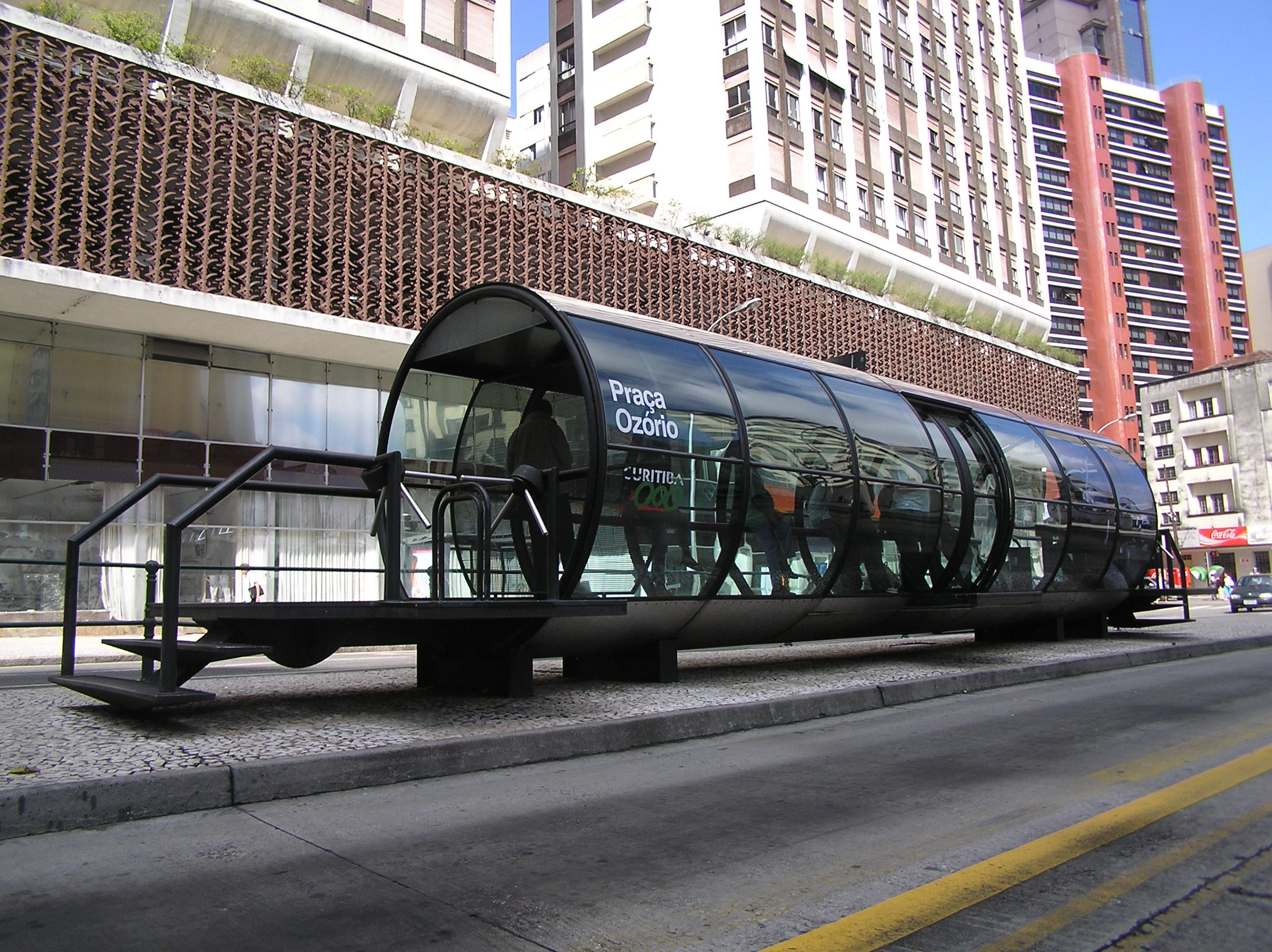
En cylinderformad busskur i Brasilien.